# 3159 Prokofʹev
3159 Prokofʹev eller 1976 US2 är en asteroid i huvudbältet som upptäcktes den 26 oktober 1976 av den ryska astronomen Tamara Smirnova vid Krims astrofysiska observatorium på Krim. Den har fått sitt namn efter Vladimir Prokofiev.
Asteroiden har en diameter på ungefär 9 kilometer och den tillhör asteroidgruppen Maria.